# Parada Victoriei de la Moscova
Parada Victoriei ținută la Moscova a fost o paradă militară ținută în cinstea înfrângerii Germaniei naziste în timpul Marelui Război Patriotic. Parada a avut loc în capitala Uniunii Sovietice, în Piața Roșie. Parada a avut loc într-o zi ploioasă, la 24 iunie 1945, la peste o lună după semnarea de către germani a actului capitulării în fața comandanților sovietici – 9 mai. 
Mareșalii Gheorghi Jukov, cel care a acceptat în mod oficial capitularea Germaniei din partea URSS, și Constantin Rokossovski au condus parada militară călare pe doi armăsari, unul alb și unul negru. Momentul este imortalizat printr-o statuie ecvestră din fața „Muzeului de Istorie” din Piața Manejului din Moscova. 
Premierul Uniunii Sovietice Iosif Vissarionovici Stalin a asistat la paradă de la tribuna Mausoleului lui Lenin. 
Principalele momente ale paradei au fost defilările vehiculelor de luptă ale Armatei Roșii și zborul demonstrativ al avioanelor militare. Unul dintre cele mai cunoscute momente ale paradei a fost defilarea unei subunități ai cărei soldați purtau drapelele de luptă ale diferitelor unități germane înfrânte, pe care apoi le-au aruncat pe caldarâm în față Mausoleului lui Lenin. Unul dintre aceste drapele a fost acela al unității Leibstandarte SS Adolf Hitler, cea care se ocupa de paza lui Hitler. 

Depunerea drapelelor naziste
Parada tanchiştilor